# Antoni Józef Gliński
Antoni Józef Gliński (ur. 1817 w Szczorsach, zm. 30 czerwca 1866 w Wilnie) – polski bajkopisarz.
Urodził się w Szczorsach pod Nowogródkiem. Pochodził z chłopskiej rodziny i był samoukiem. Od 1844 mieszkał w Wilnie. Jego najważniejszym dziełem był czterotomowy zbiór baśni, podań i gawęd ludowych pt. Bajarz polski, opublikowany po raz pierwszy w 1853. Zbiór był wielokrotnie wznawiany, ciesząc się dużą popularnoścą. Baśnie oparte były na podaniach z zaścianków szlacheckich i wsi białoruskich, niektóre zaś były przetworzonymi utworami literackimi, m.in. Wasilija Żukowskiego i Aleksandra Puszkina.